# Jafar ibne Iáia
Jafar ibne Iáia al-Barmaqui (em persa: جعفر بن یحیی برمکی; lit.  "Ja'far bin Yahya Barmaki "; (767–803 (36 anos))), também conhecido somente como Jafar ibne Iáia, Jafar al-Barmaqui ou Jafar, o Barmécida, foi o filho do poderoso vizir barmécida Iáia ibne Calide do califa abássida Harune Arraxide, de quem ele herdou a posição. Ele foi decapitado em 803 por ter tido um suposto affair com a irmã de Harune, Abassa, embora as fontes históricas permaneçam obscuras sobre a causa real da morte de Jafar e a queda dos barmécidas.

## História
Jafar tinha uma reputação de patrono das ciências e contribuiu muito para introduzir o conhecimento grego em Bagdá, atraindo acadêmicos da vizinha Academia de Gundixapur para ajudar a traduzir obras persas para o árabe (o então chamado "Movimento da Tradução"). Acredita-se que tenha sido ele também quem convenceu o califa a construir uma fábrica de papel em Bagdá, depois que o segredo da fabricação do papel ter sido obtido de prisioneiros chineses rendidos na Batalha de Talas, onde hoje é o Quirguistão, em 751.

## Na ficção
Jafar aparece (sob o nome de Giafar na maior parte das traduções) juntamente com Harune em diversos contos das Mil e Uma Noites, geralmente como protagonista. Em "As Três Maçãs", por exemplo, Jafar aparece como uma espécie de detetive que precisa solucionar um mistério sobre um assassinato e encontrar o culpado. Em "O Conto de Attaf", Jafar aparece como um aventureiro.